# Arnold Vinnen
Arnold Vinnen (Monster, 1588 – 1657) è stato un giurista olandese.

Institutionum imperialium commentarius, 1683
(Fondazione Mansutti, Milano).

Si laureò a Leida e divenne rettore del Collegio delle Scienze Umane all'Aia dal 1619 al 1633. Ritenuta una delle figure principali della scuola giuridica olandese, alcuni suoi scritti furono inseriti nell'Indice dei Libri Proibiti a causa delle teorie considerate eretiche sul Concilio di Trento. Scrisse anche le note ai Commemtarii ad rem nauticam di Pieter Peck. Tuttavia la sua opera principale è il Commentarius institutionum imperialium, curata da Johann Gottlieb Heinecke e stampata la prima volta nel 1642. Il testo è un saggio fondamentale sul diritto romano, in uso per tutto il XVIII secolo. Un esemplare dell'edizione lionese del 1683 è conservato presso la Fondazione Mansutti di Milano.